# Skænderi
 Der er for få eller ingen kildehenvisninger i denne artikel, hvilket er et problem. Du kan hjælpe ved at angive troværdige kilder til de påstande, som fremføres i artiklen.

Ved skænderi forstås en slags debat eller diskussion, hvor målet ikke primært er at finde svaret på et spørgsmål eller løsningen på et problem, men derimod at angribe vedkommende, som man diskuterer med, med diverse personligt kritiske bemærkninger og nedvurderende karakteriseringer. Skænderi føres i en ophidset og hadefuld tone, gerne med en høj stemmeføring, er ledsaget af en aggressiv mimik og kan i visse tilfælde eskalere til fysisk vold. Slutmålet er at sejre over modstanderen, der opfattes som en fjende, at "få det sidste ord", koste hvad det vil.
Skænderi kan i nogle tilfælde bestå i en skriftlig meningsudveksling. Virkningen er her nogenlunde den samme, bortset fra at man ikke her umiddelbart løber nogen risiko for, at skænderiet vil eskalere til fysisk vold.

## Hvordan opstår skænderier og hvorfor
En karakteristisk årsag til skænderi er stædighed. Den ene part holder på sit synspunkt, og den anden part holder på sit synspunkt, og ingen af parternes argumenter hjælper til afklaring. At give efter opfattes i den situation som ensbetydende med at "tabe ansigt".
Den psykologiske baggrund for skænderier kan være såret stolthed, eventuelt kombineret med mindreværdsfølelse. Den sårede føler sig misforstået og uretfærdigt forfulgt og prøver så desperat at give igen med samme mønt. Modparten, der måske også føler sig såret, giver vredt igen og så fremdeles.
Dette kan igen have sin baggrund i en latent magtkamp, hvor den ene part føler sin hævdvundne autoritet truet, mens den anden part på sin side før sig overlegent og formynderisk behandlet.

## En tab-tab situation
Begge parter i et skænderi står til indkassere et prestigetab, for modparten vil sandsynligvis respektere den anden part endnu mindre og være endnu mere uforsonlig efter et skænderi, end før skænderiet brød ud i lys lue.

## At få renset luften
Undtagelsevist kan et godt skænderi, hvor man er parat til at tilgive hinanden bagefter, være at foretrække, frem for at man undertrykker sine frustrationer. Og måske har den modsatte part slet ikke anet noget om disses eksistens før.

## Eksterne referencer
- http://www.personaleweb.dk/syspub/upload/publication/attachment/en_vaerktojskasse_om_konflikthaendtering.pdf Arkiveret 23. november 2009 hos  Wayback Machine